# Renato Raffaele Martino

Znak

Renato Raffaele kardinál Martino (23. listopadu 1932, Salerno – 28. října 2024, Řím) byl italský římskokatolický kněz, vatikánský diplomat, vysoký úředník římské kurie, kardinál.

## Život

### Kněz
Studoval na několika římských univerzitách - na Papežské univerzitě Gregoriana (filozofii a teologii), na Papežské lateránské univerzitě (kanonické právo), na Papežské diplomatické akademii se připravoval na diplomatickou službu. Kněžské svěcení přijal 27. června 1957. Od července 1962 pracoval v diplomatických službách Vatikánu. Působil jako atašé na nunciatuře v Nikaragui, sekretář nunciatury na Filipínách, pracoval také na nunciaturách v Libanonu a Brazílii. Léta 1970 až 1975 strávil v Římě na státním sekretariátě.

### Biskup
Dne 14. září 1980 byl jmenován titulárním arcibiskupem a zároveň pronunciem v Thajsku. Biskupské svěcení přijal 14. prosince téhož roku. Od roku 1983 byl navíc apoštolským delegátem v Bruneji. O tři roky později byl jmenován stálým pozorovatelem Svatého stolce při OSN v New Yorku.
Od 1. října 2002 do 24. října 2009 zastával funkci prezidenta Papežské rady Justitia et pax. Jeho nástupcem se stal Peter Turkson.

### Kardinál
Při konzistoři 21. října 2003 ho papež Jan Pavel II. jmenoval kardinálem. Od března 2006 do února 2009 byl současně předsedou Papežské rady pro pastoraci migrantů a lidí mimo domov. V této funkci ho vystřídal Antonio Maria Vegliò.
Dne 23. listopadu 2012 v souvislosti s dovršením osmdesáti let ztratil právo účastnit se konkláve. V letech 2014–2024 zastával funkci kardinála-protojáhna. 
Zemřel dne 28. října 2024 v Římě ve věku 91 let.